# James Cristy
James Cristy   (Detroit, 22 de gener de 1913 - Kalamazoo, 7 de juny de 1989) va ser un nedador estatunidenc que va competir durant la dècada de 1930.
El 1932 va prendre part en els Jocs Olímpics de Los Angeles, on va guanyar la medalla de bronze en els 1.500 metres lliures del programa de natació. Quatre anys més tard, als Jocs de Berlín, quedà eliminat en sèries en la mateixa prova.